# زیشرهایتس‌پولیتسای
زیخرهایتس‌پولیتزای (به آلمانی: Sicherheitspolizei) که اغلب به صورت کوته‌نوشت SiPo (سیپو) نامیده می‌شود، اصطلاحی بود که در آلمان برای پلیس امنیت استفاده می‌شد. این نام در رژیم نازی برای اشاره به سازمان‌های امنیتی تحقیقات سیاسی و جنایی دولت به کار می‌رفت. این نیرو توسط ادغام نیروهای گشتاپو (پلیس مخفی دولت) و کریمینال‌پولیتزای (پلیس جنایی؛ Kripo) میان سال‌های ۱۹۳۶ و ۱۹۳۹ ساخته شد. به عنوان سازمانی رسمی، SiPo در سال ۱۹۳۹ بخشی از اداره اصلی امنیت رایش شد، اما اصطلاح زیخرهایتس‌پولیتزای همچنان تا پایان جنگ جهانی دوم در اروپا به صورت غیررسمی مورد استفاده قرار می‌گرفت.